# Уділенське
Уді́ленське — село в Україні, у Біленьківській сільській громаді Запорізького району Запорізької області. Населення становить 19 осіб.

## Географія
Село Уділенське розташоване за 27 км від обласного центру, на одному з витоків річки Нижня Хортиця. Сусідні найближчі села: Смоляне та Запорізька Балка Нікопольського району (за 1,5 км). До села примикає масив садових ділянок.
На струмку, який тече селом, створено два става. Тому нижче греблі нижнього става струмок влітку пересихає і не бере участі в живленні річки Нижня Хортиця.
Не зважаючи на інтенсивне господарське використання прилеглої території, за околицею села на схилах балки збереглись цілинні степи і чагарниково-байрачна рослинність. Тут зустрічається ряд раритетних видів та угруповань рослин і тварин, занесених до Червоної книги України, Зеленої книги України та інших природоохоронних документів.

## Історія
Село засноване 1910 року під первинною назвою Зокі. У 1968 році перейменоване в село Уділенське.
15 липня 2016 року, в ході децентралізації, село увійщло до складу новоутвореної Біленьківської сільської громади Запорізького району.

## Галерея

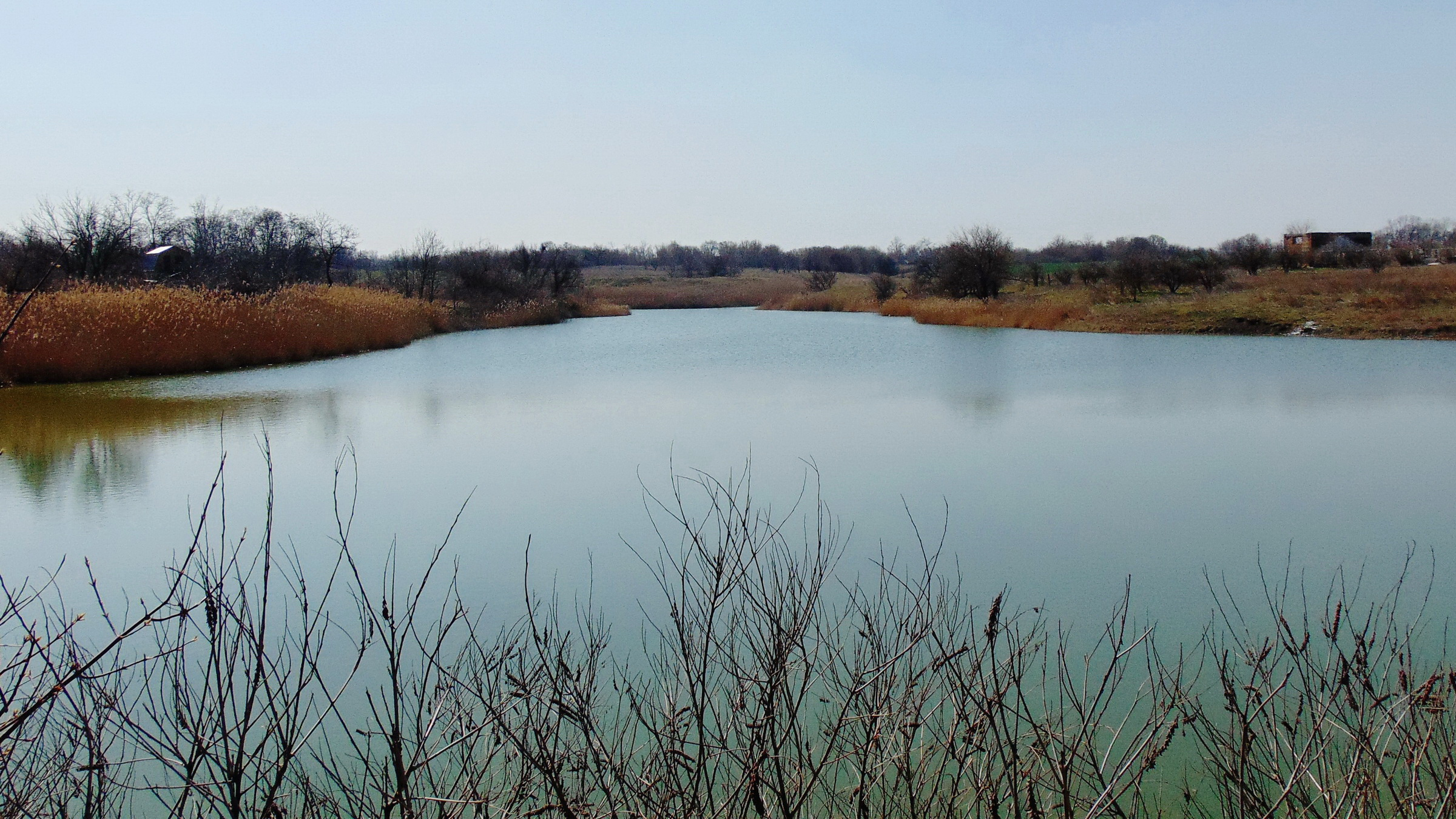
Верхній став
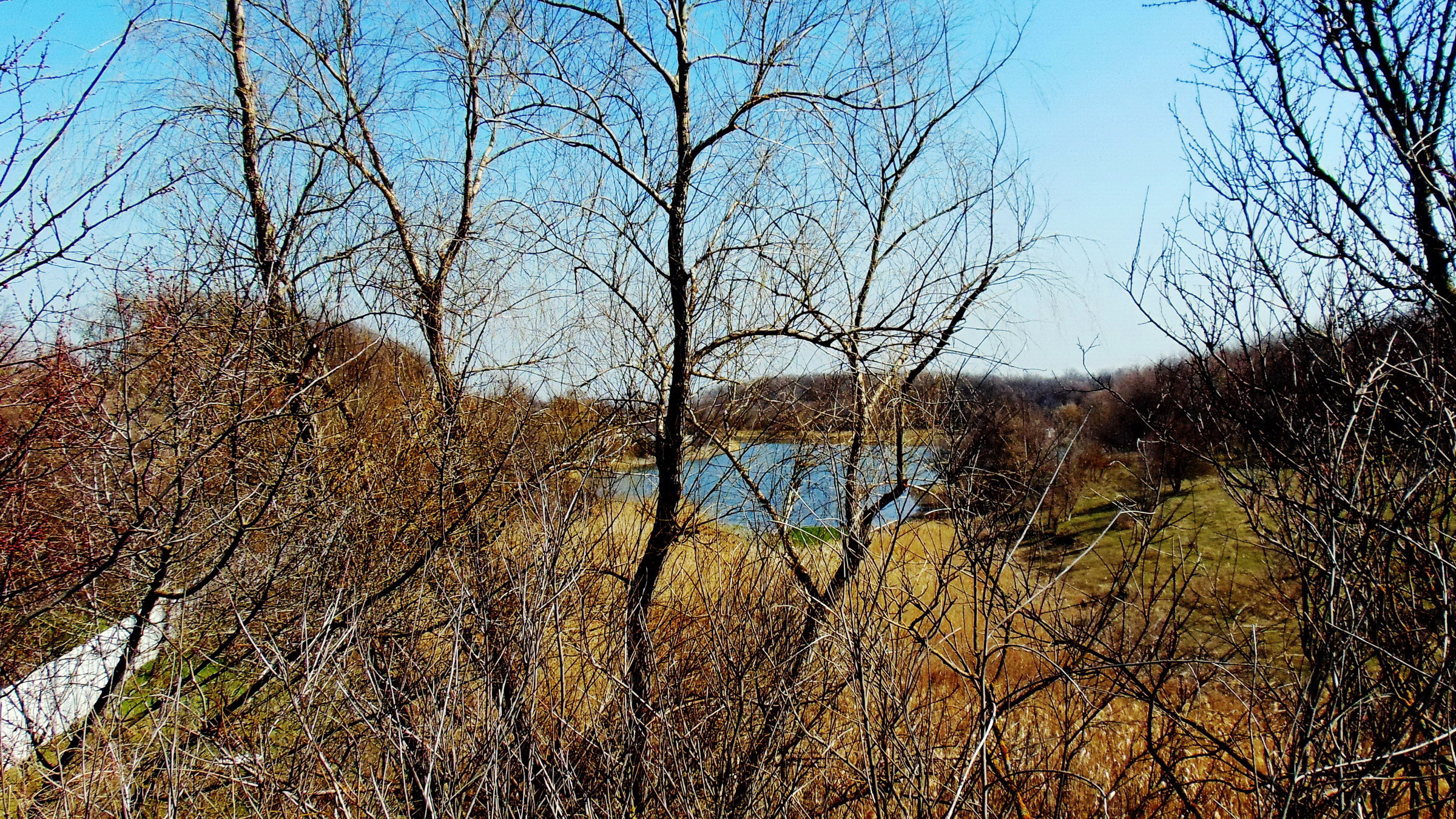
Нижній став